# Leon S. Kennedy
Leon Scott Kennedy (レオン・スコット・ケネディ Reon Sukotto Kenedi?) es un personaje ficticio de la serie de videojuegos de terror y supervivencia de Resident Evil desarrollados por la empresa Capcom. Debutó como uno de los dos personajes jugables del videojuego Resident Evil 2 del año 1998, donde es un oficial de policía novato del Departamento de Policía de Raccoon City (R.P.D) y luego regresa como un Agente D.S.O en Resident Evil 4.
Durante los eventos de Resident Evil 2, Leon es un oficial de policía novato que llega tarde a la condenada Raccoon City a su primer día de trabajo, solo para enfrentarse a un brote de infectados de primera mano. Durante el transcurso del videojuego, se une a la sobreviviente civil Claire Redfield, rescata a la joven Sherry Birkin y es ayudado por la misteriosa Ada Wong. Seis años después, en Resident Evil 4, Leon regresa como un agente del gobierno federal de los Estados Unidos, parte de un grupo de trabajo especial anti-Umbrella, asignado para rescatar a la hija del presidente, Ashley Graham, de un culto siniestro. En Resident Evil 6, continúa trabajando para el gobierno de los Estados Unidos y se reúne con Ada y una Sherry adulta.
También ha aparecido en varios otros videojuegos y tiene un papel principal en cuatro entregas animadas CG: Resident Evil: Degeneration, Resident Evil: Damnation, Resident Evil: Vendetta y Resident Evil: Infinite Darkness, en la que es un agente especial. para el gobierno. Dos películas de la serie de películas de acción real han presentado versiones de Leon: Resident Evil: Retribution y Resident Evil: Welcome to Raccoon City. Leon ha recibido una recepción crítica muy positiva y se ubica constantemente como un personaje favorito de los fanáticos en la franquicia.

## Apariencia y diseño
Leon fue creado por Hideki Kamiya en contraste con Chris Redfield del Resident Evil original, quien sentía que era del "tipo duro y directo". Aunque Kamiya admitió que si bien era fanático de personajes como Chris, como ya se había hecho, optó por llevar el desarrollo de Leon en una dirección diferente. Se sorprendió de lo popular que se había vuelto Leon, elogió su posterior evolución a un personaje relajado en Resident Evil 4 y agregó que "se enamoró de nuevo". Leon fue creado para Resident Evil 2 ya que el personal quería usar un personaje que no tuviese experiencia con situaciones aterradoras en contraste con el uso de protagonistas que regresaban. Aunque originalmente fue diseñado como un oficial de policía veterano, fue cambiado a novato después de que la versión original de Resident Evil 2 (conocida popularmente como "Resident Evil 1.5") fuera descartada. El diseño de Leon se inspiró en el sabueso del artista de Capcom Isao Ohishi. Los elementos de la historia de fondo de Leon del manual de Resident Evil 2 que indican haber tenido una separación con una mujer se basaron en la propia vida de Kamiya. Kamiya comentó además que la relación que Leon tiene con Ada es manipuladora por el lado de esta última.
Leon fue anunciado como el protagonista de Resident Evil 4 en noviembre del año 2002 A medida que se desarrollaba el videojuego, se pretendía que Leon fuera infectado con el virus Progenitor. Este concepto se amplió en 2004, cuando Leon estaba destinado a contraer una extraña enfermedad en su lucha contra los enemigos del juego. En un documental que explica la concepción de los personajes del juego, se afirmó que Leon tenía la intención de "verse más duro, pero también genial". Su rostro en Resident Evil 4 se inspiró en el director del departamento de animación del juego, Christian Duerre.
Durante el desarrollo de Resident Evil: Degeneration, el productor Hiroyuki Kobayashi declaró que le gustaría hacer otro videojuego protagonizado por Leon como el personaje principal. El productor de Resident Evil 5, Jun Takeuchi, dijo que a los fanáticos de la serie "realmente les encantaría" un videojuego con Leon y Chris como protagonistas debido a su popularidad, y al mismo tiempo, sería "bastante dramático" si los dos personajes nunca se conocieron antes de que terminara la serie. Al productor de Resident Evil 6, Kobayashi, le gustó Leon y decidió incluirlo en el juego ya que "él es central en la historia".
Leon tiene la voz de Paul Haddad en Resident Evil 2. Paul Mercier interpreta el papel en Resident Evil 4, Resident Evil: Degeneration y Resident Evil: The Darkside Chronicles. Mercier recuerda haber estado feliz cuando lo localizo Shinsaku Ohara, y el equipo en la creación del juego desde su primera demostración. A pesar de los problemas iniciales en la realización de Resident Evil 4, Mercier se sintió aliviado de su trabajo ya que Leon no fue eliminado y también sintió alegría al tener la oportunidad de trabajar con la directora Ginny Mcswain. Sin embargo, Capcom le pidió a Mercier que volviera a grabar algunas líneas porque sentían que Leon sonaba demasiado mayor para su edad. Mientras que Leon actúa sarcástico en Resident Evil 4, se comporta más frío en la primera película CGI; Mercier cree que Capcom quería hacer una visión diferente de Leon al desarrollar la película. Sin embargo, el actor expresó su alegría por la realización de la película. Para la precuela Darkside Chronicles, Mercier expresó dificultades para expresar al León más joven sin dejar de comprender cuán diferente era en este título debido a las dificultades que enfrenta. Mercier fue reemplazado por Matthew Mercer en Resident Evil 6 y Resident Evil: Damnation. Mercer se describió a sí mismo como un fanático y amigo de Mercier y dijo que se sentía honrado de asumir el papel de la voz de Leon. En una entrevista, también detalló su interpretación de Leon y habló sobre los cambios que se le están haciendo al personaje. En el comercial de Resident Evil 2 dirigido por George A. Romero, Leon fue interpretado por Brad Renfro.
Sobre el casting de Johann Urb en Resident Evil: Retribution, el productor y director de la película Paul WS Anderson dijo: "No tienes idea de lo difícil que es encontrar a alguien con el cabello de Leon Kennedy, que tenga que ser varonil y tener estos largos flequillos" y agregó que "si pones fotografías una al lado de la otra, es casi como si hubiera sido fabricado por Capcom". Anderson dijo que la decisión de incluir a Leon y otros personajes del juego en la película fue "impulsada por los fanáticos". Urb mencionó que aprendió los gestos de Leon en el videojuego al ver clips publicados en YouTube, comentando que "no tiene una voz aguda. Siento que habla como hablo naturalmente, que es un poco más lento". Hablando sobre la relación entre Leon y Ada, Urb dijo: "Es como Mulder y Scully y un tipo de trato de Expediente X, donde estás esperando que suceda, pero nunca suceda. Tal vez en el próximo, Espero".
Para cumplir con las expectativas modernas de la nueva versión, el equipo decidió alterar algunos diseños de personajes para que coincidieran mejor con el escenario más fotorrealistas; por ejemplo, León ya no usa hombreras grandes, que se agregaron para distinguir su modelo original de polígono bajo. Sus rasgos faciales se basaron en el modelo Eduard Badaluta.

## Apariciones

### En la serie Resident Evil
Leon debutó en Resident Evil 2 (1998), como uno de los dos protagonistas del videojuego junto a Claire Redfield. En la historia, él es un oficial de policía en su primer día que llega a la ciudad de Raccoon City, en el medio oeste de Estados Unidos, justo después de que comienza un brote viral. Conoce a Claire por casualidad mientras es perseguida por zombis creados por el virus T. Juntos, huyen hacia el edificio del Departamento de Policía de Raccoon City, pero pronto se separan y siguen sus propios caminos. Finalmente se reencuentran en el complejo de investigación subterráneo de Umbrella Corporation, la responsable del brote viral. En el camino, Leon se une a Ada Wong, una joven mujer misteriosa y encantadora que finalmente se revela como una espía que busca una muestra del virus G, uno aún más poderoso. Durante el enfrentamiento final contra el aparentemente imparable T-103 Tyrant que constantemente persigue a los personajes, Ada le lanza a Leon (o Claire, según el escenario) un lanzacohetes para destruir a la criatura. Al final, Leon se enfrenta y mata al científico de Umbrella mutado grotescamente William Birkin, y escapa de la instalación autodestructiva junto con Claire y la pequeña hija de Birkin, Sherry.
Un epílogo obtenido después de completar Resident Evil 3: Nemesis (1999) revela que Leon se unió más tarde al gobierno federal de los EE. UU. En Resident Evil - Code: Veronica (2000), Claire contacta a Leon para transmitir información a su hermano Chris mientras está atrapada en la isla Rockfort. Resident Evil: The Darkside Chronicles (2009) presenta una re-imaginación de Resident Evil 2 y Resident Evil - Code Veronica; también contiene un nuevo escenario ambientado en 2002 que involucra a León y al soldado Jack Krauser en una misión para buscar a Javier Hidalgo, un ex narcotraficante que, según se informó, hacía negocios con Umbrella.
Leon es el protagonista de Resident Evil 4 (2005). En el año 2004, es un agente especial asignado para rescatar a la hija del presidente de Estados Unidos, Ashley Graham, que se encuentra detenida en algún lugar de España en Europa. Sus secuestradores resultan ser parte de un culto malvado conocido como Los Illuminados, que ha tomado el control de los aldeanos locales usando parásitos conocidos como Las Plagas. Mientras Leon busca a Ashley, es capturado e inyectado con el parásito. Con la ayuda de Ada Wong y el investigador de Iluminados Luis Sera, Leon puede sacar Las Plagas de su cuerpo y rescatar a Ashley mientras se enfrenta al culto. En el clímax del juego, Leon mata al líder del culto Osmund Saddler, pero se ve obligado a darle una muestra de Plagas a Ada, quien escapa en un helicóptero, dejando a Leon y Ashley escapando en una embarcación. Leon también es uno de los protagonistas de Resident Evil 6 (2012), junto a Chris Redfield, Jake Muller y Ada Wong.
Capcom anunció una reinvención de Resident Evil 2 en el E3 2018 en junio, y se mostró a Leon disparando a un zombi y regresando como un personaje jugable en Resident Evil 2 Remake (2019).
Leon también aparece en varios videojuegos no canónicos de la serie. Él protagoniza junto a Barry Burton el Resident Evil Gaiden (2001), solo para Game Boy Color. Junto con Claire, Leon es uno de los dos personajes jugables en el navegador y el juego móvil Resident Evil: Zombie Busters. En el videojuego de disparos en tercera persona Resident Evil: Operation Raccoon City (2012) revisando el incidente de Raccoon City, los jugadores controlan a los operativos de Umbrella enviados para matar a cualquier sobreviviente, y ciertas acciones pueden llevar a la muerte de Leon. También es un personaje de jugador en el modo "Héroes" de este juego y es interpretado por el modelo de cara de León de la película animada por computadora, Jamisin Matthews. Leon, junto con el disfraz de Claire, aparece en Resident Evil: Resistance (2020).
Leon volvió como personaje jugable en la versión de Resident Evil 4 (2023).

## En películas

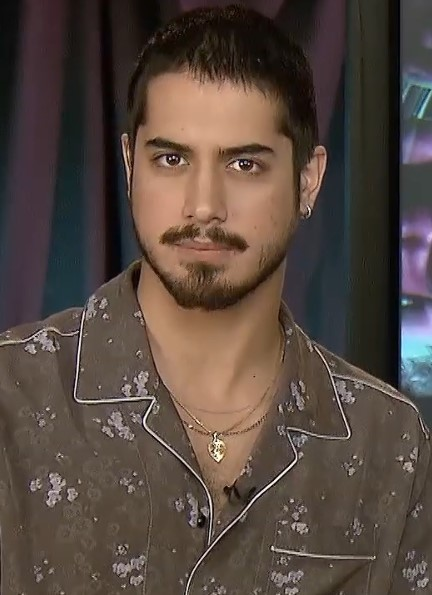
Avan Jogia interpreto a Leon en la película de Resident Evil de 2021, fue muy criticado por su mala interpretación, y por representar al personaje de Leon como un policía tonto e incompetente.

Leon se une a Claire Redfield en la película animada por computadora de 2008 Resident Evil: Degeneration para detener otro brote del virus T en suelo estadounidense. Regresa en la secuela de Degeneration, Resident Evil: Damnation, donde es enviado a investigar el uso de Las Plagas durante una guerra civil en Europa del Este. Comenzando con Resident Evil: Degeneration, Capcom modeló al Leon Kennedy animado por computadora a partir de Jamisin Matthews. A diferencia de la serie de películas de acción real, las películas animadas están ambientadas canónicamente en el mismo universo que la serie de juegos, y sirven como precuelas de Resident Evil 5 y Resident Evil 6, respectivamente. En 2017 se estrenó una tercera película animada por computadora protagonizada por Chris Redfield, Leon Kennedy y Rebecca Chambers.
Leon también aparece en la serie de Netflix Resident Evil: Infinite Darkness, junto con Claire.
En una entrevista, el director Paul W. S. Anderson dijo que, si Resident Evil: Afterlife tiene éxito, haría una quinta película y le gustaría que Leon apareciera en ella. Leon luego apareció como un personaje principal en Resident Evil: Retribution (2012), "listo para luchar con Bad Rain y la desertada Jill Valentine". La versión de acción real de Leon es el líder de un grupo de mercenarios que trabaja para Albert Wesker que se une a la versión de la película de Ada para luchar contra Umbrella, salvar a Alice y rescatar a Jill. Al final de la película, es uno de los personajes que sobrevivieron.
En la película de reinicio Resident Evil: Bienvenidos a Raccoon City (2021), Leon fue interpretado por Avan Jogia, quien fue muy criticado por su mala interpretación, y por plasmar a Leon como un agente tonto, inútil e incompetente.

### Otras apariciones
León aparece en el manhua Shēnghuà Wēijī 2 de 1998-1999 ("Crisis biológica 2"). Una comedia romántica que vuelve a contar la historia de Resident Evil 2, centrada en Leon, Claire y Ada, fue lanzada en la historieta taiwanesa de dos números Èlíng Gǔbǎo II en 1999. Leon también apareció como un personaje en la historieta de Image Comics Resident Evil, incluidas las novelas Resident Evil: City of the Dead y Resident Evil: Underworld de S. D. Perry.
Leon aparece como un personaje jugable en solitario en Project X Zone 2. Hace una aparición especial como invitado como espíritu en el videojuego crossover de Nintendo Super Smash Bros. Ultimate. Leon, junto con Jill Valentine y Nemesis, aparece como personajes jugables en Dead by Daylight. También se incluyeron sus aspectos de Investigador persistente y Agente impermeable. Leon también apareció en un juego de batalla real multijugador en línea llamado Knives Out del 29 de julio al 12 de agosto de 2021. En agosto de 2021, el operador atacante Lion de Rainbow Six Siege recibió el skin de Leon Kennedy.

## Recepción
Desde su aparición en Resident Evil 2, Leon ha tenido una acogida muy positiva, llegando incluso a considerarse como el protagonista más popular de toda la saga y el personaje más importante de todo Resident Evil. En 2010, Nintendo Power lo incluyó como su decimocuarto héroe favorito de videojuegos de Nintendo, afirmando que pasó de ser una "sirvienta de metro glorificada con un mal corte de pelo" a un tipo duro. En 2009, GameSpot lo eligió como uno de los 64 personajes para competir en su encuesta por el título "El mejor héroe de todos los tiempos". En una encuesta de Famitsu de 2010, los lectores votaron a Leon como el 31º personaje de videojuegos más popular de Japón.
En la edición de jugador de Records mundiales Guiness de 2011, fue votado como el 36º mejor personaje de videojuego. En 2012, GamesRadar lo clasificó como el undécimo héroe más "influyente y rudo" en los videojuegos. Empire también incluyó a Leon en su lista de los 50 mejores personajes de videojuegos, ubicándolo en el puesto 44. IGN clasificó a Leon como el mejor personaje jugable de Resident Evil, escribiendo Leon "rápidamente se convirtió en uno de los personajes más capaces de la serie, igualando a Chris en el combate cuerpo a cuerpo y siendo referido como un genio por Ada". En 2015, Logo TV clasificó a Leon como el octavo en su lista de los personajes masculinos más sexys de los videojuegos. Tristan Jurkovich de TheGamer ha afirmado que Leon Kennedy fue el segundo de los mejores personajes de Resident Evil de todos los tiempos, y afirmó que "Leon es parte de los dos juegos mejor considerados de la franquicia por los fanáticos. Para el juego de estilo más clásico, Resident Evil 2 es donde está". En 2021, Rachel Weber de GamesRadar clasificó a Leon en el puesto 24 de sus "50 personajes icónicos de videojuegos".
IGN ha incluido a Leon en la lista de cosas que les gustaría ver en Resident Evil 6, llamándolo uno de los dos personajes principales de la serie junto con Chris Redfield, y describiéndolo en el artículo sobre los mejores luchadores zombis como el "héroe recto" de Resident Evil. La guía de personajes de IGN hizo otra comparación entre Chris y Leon, llamando a este último el "tipo decidido que se abre camino en la escalera". Aylon Herbet de Gameplanet escribió que si tanto Leon como Chris compartieran papeles protagónicos en un juego de Resident Evil sería "asombroso", creyendo que ambos serían los principales protagonistas de la serie. En 2010, GameDaily predijo que Leon, junto con Claire Redfield, sería el protagonista del próximo título principal de Resident Evil, citando el patrón de protagonistas alternos de la serie y la última aparición de Leon en Resident Evil 4. En 2013, el personal de GamesRadar incluyó a Leon entre los 30 mejores personajes en las tres décadas de la historia de Capcom, afirmando que "ha estado luchando contra Chris Redfield por el primer puesto como líder residente de Resident Evil, pero para nosotros no hay competencia entre el moderno Leon y el Chris alcista ".
IGN también lo nombró repetidamente como un personaje que deseaba ver en la serie de peleas cruzadas Super Smash Bros., describiéndolo como un "héroe intimidante", una "raza única de pateadores de culos" y una de las mejores cosas que le pueden pasar a la serie Resident Evil., junto con GamingBolt y Screen Rant. GamesRadar describió el diseño de Leon en Resident Evil 4 como "David Bowie pilotando el Memphis Belle", afirmando que, aunque era atractivo, el peinado requería modificaciones para los encuentros en los videojuegos.
En 2010, Game Informer eligió a Leon como uno de los 20 personajes de Capcom que les gustaría ver en un rumoreado juego de lucha cruzado titulado Namco Vs Capcom, siendo su equivalente Namco Nightmare from the Soul: "El único hombre con suficiente experiencia y coraje para eliminar esta amenaza mutada no es otro que Leon S. Kennedy. Apostamos que esta pelea termina con un lanzacohetes". En 2011, Ryan Woo de Complex clasificó a Leon entre el cuarto personaje de videojuego más elegante, y opinó que es el la persona mejor vestido de la serie Resident Evil, y "Jill luce ridícula en comparación".
Junto con Ada Wong, Leon apareció en la lista de 2007 de The Inquirer de los equipos de amor de videojuegos más memorables. En 2011, "una relación altamente disfuncional" entre Leon y Ada fue clasificada como el noveno romance de videojuegos por James Hawkins de Joystick Division. Según Mike Harradence de PlayStation Universe, "hemos visto a Kennedy pasar de ser un cachorro simpático, mojado detrás de las orejas y enamorado, a un agente gubernamental inteligente y super suave". En 2012, Complex lo incluyó a él en una lista de los 25 personajes de videojuegos más "tontos" por "su actitud sarcástica y malhumorada en RE4", y agregó que, mientras Leon "dio un paso adelante en la serie madurando y convirtiéndose en un verdadero héroe", ellos "disfrutaron del juego. más cuando Leon no hablaba". El personaje fue uno de los enamoramientos de la infancia de Kendra Beltran de MTV, quien en 2013 escribió:" Todavía no puedo olvidar el ritmo que mi corazón se aceleraba cuando mis ojos se posaban en Leon. Estoy seguro de que tú sentiste y sigues sintiendo lo mismo". En 2014, La Nueva España incluyó al León "inteligente, de dibujo rápido y fuerte" entre los diez personajes de videojuegos más sexys de ambos géneros, describiéndolo como un "muro de hormigón armado con cara de porcelanato". En 2017, Rexly Peñaflorida de Tom's Hardware incluyó a León entre los mejores protagonistas y personajes en videojuegos. Cass Marshall de Polygon describió a Leon como un "lado sexy de su estrella" en la versión de Resident Evil 2, mientras que Ravi Sinha de GamingBolt consideró el diseño del personaje entre los peores en los videojuegos, y señaló que los desarrolladores deberían haber mantenido su diseño original. En su análisis de Resident Evil: Infinite Darkness, Daniel Quesada de HobbyConsolas ha elogiado el diseño de Leon, particularmente su cabello, y dijo que era "perfecto, como nos gusta".

### Mercancías
Se han lanzado varios tipos de mercancías basadas en Leon. En el año 2004, Capcom anunció una serie de atuendos basados en la ropa de Leon, llamada "Colección Leon". Otros productos de León incluyen dos muñecos de acción de Hot Toys, tres muñecos de acción de NECA, y más de varios otros fabricantes, incluidos Palisades Toys, ToyBiz, y la propia Capcom. En Halloween Horror Nights de 2013 celebrado en Universal Orlando, Leon apareció como uno de los dos personajes principales en una casa embrujada llamada "Resident Evil: Escape from Raccoon City", basada en Resident Evil 2 y Resident Evil 3: Nemesis. En 2020, también se hizo una estatua y estatuilla de León, junto con Claire. Capcom ha lanzado el perfume de estilo Leon de 10 ml en Japón, que ahora está a la venta por ¥ 6380. En 2021, Capcom y Kadoya colaboraron para producir una reproducción oficial de la chaqueta de Leon de Resident Evil: Infinite Darkness. Capcom también ha colaborado con Darkside Collectibles para desarrollar una figura de León de un cuarto de tamaño basada en su aparición en Resident Evil 4.